# Campionati europei di pentathlon moderno 2017
I Campionati europei di pentathlon moderno 2017 sono stati la 26ª edizione della competizione. Si sono svolti dal 17 al 24 luglio 2016 a Minsk, in Bielorussia.

## Medagliere
| Pos.   | Paese       | Oro | Argento | Bronzo | Totale |
| ------ | ----------- | --- | ------- | ------ | ------ |
| 1      | Russia      | 2   | 2       | 0      | 4      |
| 2      | Ungheria    | 1   | 3       | 1      | 5      |
| 3      | Italia      | 1   | 1       | 0      | 2      |
| 4      | Bielorussia | 1   | 0       | 2      | 3      |
| 5      | Germania    | 1   | 0       | 1      | 2      |
| 6      | Rep. Ceca   | 1   | 0       | 0      | 1      |
| 7      | Francia     | 0   | 1       | 2      | 3      |
| 8      | Turchia     | 0   | 0       | 1      | 1      |
| Totale | Totale      | 7   | 7       | 7      | 21     |

## Podi

### Maschili
| Evento      | Oro                                             | Punteggio | Argento                                                 | Punteggio | Bronzo                                               | Punteggio |
| Individuale | Aleksandr Lesun                                 | 1462      | Róbert Kasza                                            | 1458      | Valentin Belaud                                      | 1454      |
| A squadre   | Ungheria Róbert Kasza Bence Demeter Ádám Marosi | 4327      | Russia Kirill Belyakov Alexander Savkin Aleksandr Lesun | 4267      | Francia Brice Loubet Valentin Belaud Valentin Prades | 4227      |
| Staffetta   | Rep. Ceca Ondřej Polívka Martin Bilko           | 1485      | Francia Simon Casse Alexandre Henrard                   | 1482      | Germania Patrick Dogue Marvin Faly Dogue             | 1481      |

### Femminili
| Evento      | Oro                                                | Punteggio | Argento                                                   | Punteggio | Bronzo                                                            | Punteggio |
| Individuale | Anastasiya Prokopenko                              | 1350      | Sarolta Kovács                                            | 1336      | İlke Özyüksel                                                     | 1333      |
| A squadre   | Italia Alice Sotero Gloria Tocchi Irene Prampolini | 3963      | Ungheria Zsófia Földházi Sarolta Kovács Tamara Alekszejev | 3909      | Bielorussia Volha Silkina Tatsiana Khaldoba Anastasiya Prokopenko | 3891      |
| Staffetta   | Germania Annika Schleu Lena Schöneborn             | 1389      | Russia Anna Buriak Alise Fakhrutdinova                    | 1387      | Bielorussia Katsiaryna Arol Tatsiana Khaldoba                     | 1339      |

### Misti
| Evento          | Oro                                        | Punteggio | Argento                                    | Punteggio | Bronzo                               | Punteggio |
| Staffetta mista | Russia Gulnaz Gubaydullina Kirill Belyakov | 1436      | Italia Alessandra Frezza Pierpaolo Petroni | 1430      | Ungheria Róbert Kasza Sarolta Kovács | 1419      |